# Elígio Locatelli
Elígio Locatelli (* 7. Februar 1937 in Bretonvillers, Frankreich) ist ein italienischer Salesianer, der seit 1964 als Missionar in Osttimor lebt.
Elígio wurde 1937 in Frankreich als Sohn von Attilio und Fiorenzina Locatelli geboren. Als Priesteranwärter lebte er im italienischen Chieri und wurde Novize in Montodine zwischen 1953 und 1954. Nach einiger Zeit 1960 in Goa (Portugiesisch-Timor), empfing er die Priesterweihe am 19. Juni 1964 in Lissabon. Im Oktober 1964 erreichte er Portugiesisch-Timor und ging nach Fatumaca (Suco Gariuai).
Hier hatte der Salesianer João de Deus im Jahr zuvor bereits eine Grundschule gegründet. Nun kam ein College dazu. Noch 2023 war Pater Elígio Direktor der Schule.
Während des Kampfes der Osttimoresen gegen die indonesischen Invasoren (1975–1999) ergriff Pater Egílio Partei für die Timoresen. 1976 wurde er Berater des Comando da Luta Boru-Quere, einer Fraktion der linksgerichteten osttimoresischen Partei FRETILIN. Ende März 1983 wohnte Pater Elígio Vorverhandlungen für einen Waffenstillstand zwischen FALINTIL und den Indonesiern bei.

## Ehrungen
2016 wurde Pater Elígio die Collar des Ordem de Timor-Leste für seine Verdienste um die Unabhängigkeit und Entwicklung Osttimors verliehen.
2022 erhielt er den Verdienstorden der Italienischen Republik im Range eines Großoffizier (Grande Ufficiale).